# Gianmarco Mezzadri
Gianmarco Mezzadri (Mantova, 7 gennaio 1923 – 11 agosto 1991) è stato un calciatore e allenatore di calcio italiano, di ruolo centrocampista.

## Carriera
Giocò in Serie A con Lucchese Libertas, Bologna, Como e SPAL.